# Tennevoll
Tennevoll är en tätort som utgör centralort i Lavangens kommun i Troms fylke i norra Norge. Folkmängden (2011) var 269.